# レスターファイン
レスターファイン（Restaffine）は、滋賀県大津市にあるフィッシュ・アンド・ハート株式会社の釣具ブランド。釣り竿を中心に製造する釣り具メーカーである。

## 沿革
- 1975年 - 兵庫県神戸市の釣り具店である岩井釣具店で勤務していた樋上吉秀が神戸市兵庫区にて株式会社ヒノウエを創業。米ビルノーマンやポー、R.L.Winstonの輸入代理店を務める。
- 1978年 - 神戸市生田区に移転。[1]
- 1984年 - ボロン素材を用いたカーネルシリーズ、ゼネラルシリーズを発売。[2]
- 1989年 - 大津市唐崎に移転し、株式会社レスターファインに社名変更[3]
- 1992年7月25日 - プラザスキーターオープン。[4]
- 1995年 - 株式会社レスターファインの業務を停止。スキーターの商標権を樋上吉秀に変更し業務を継続。販売アドバイザーなどを務める。[3]
- 1999年 - 大津市南船路にレスターファイン カスタムロッドM.F.Gを設立。
- 2006年 - ウォーターランドとのコラボレーションでリミテッドエディション、モンスターエディションを発売。
- 2007年 - カスケットとのコラボレーションモデルを発売。
- 2010年 - 神奈川県の釣具店であるノーバイトとのコラボレーションロッドを発売。[5]
- 2011年 - 元ブリッジ勤務の松井知史がプロデュースしたシーズ コンダクターが発売。[6]

・2016年4月22日、フィッシュ・アンド・ハート株式会社の釣竿ブランドとなった。

## 概要
ヒノウエ時代は、当初は米ビルノーマンやポー、R.L.Winston、ワースの輸入代理店を務めていたが、その後釣り竿製造も開始し、Restaffine Productsやレスターファインワークスの名前でレスターファインブランドの釣り竿展開していた。
1980年代になりフライ製品の輸入はパイプラインという別会社を立ち上げ販売を継続していた。1980年代中頃になると米スキーター社のボートの輸入代理店も務めるようになる。
1984年にはボロンロッドの製造を開始。カーネルシリーズおよびゼネラルシリーズのウルトラライトモデルのみミノージャックというサブネームが付き人気を博した。1986年にはラッシングスピンのボロンモデルが登場し、同じモデルでありながら0パワーから3パワーまで選べるシステムを採るようになった。
1990年には滋賀県に移転し、1992年にはプラザスキーターをオープンさせる。プラザスキーターにはレスターファインやスキータージャパンの他、アウトドアライフストア「マウンテンパパ」やカフェ&スナック「ブルーボネット」、マリンジェット・マリンスキーショップ「パラダイスアイランド」などもテナントとして入っていた。しかし、1995年にレスターファインとしての業務を終了する。
1999年に復活し、バスロッドを中心に新製品や復刻品を展開していく。1999年には桐山孝太郎スポンサーに付け、USツアートーナメントシリーズを開発する。
その後はウォーターランドやカスケット、ノーバイトとのコラボレート商品を展開する。
2010年には元ブリッジの松井知史をプロデューサーに迎え初のソルトウォーターロッドを発売する。